# Strîjivka, Liubar
Strîjivka (în ucraineană Стрижівка) este localitatea de reședință a comunei Strîjivka din raionul Liubar, regiunea Jîtomîr, Ucraina.

## Demografie
Componența lingvistică a localității Strîjivka
     Ucraineană (98,72%)
     Rusă (1,14%)
     Alte limbi (0,14%)
Conform recensământului din 2001, majoritatea populației localității Strîjivka era vorbitoare de ucraineană (98,72%), existând în minoritate și vorbitori de rusă (1,14%).